# Tempête de l'Halloween 1991
La tempête de l'Halloween 1991 est une dépression extratropicale de type tempête du Cap Hatteras qui a absorbé un ouragan et s'est développée brièvement en un petit ouragan avant de rétrograder en une tempête extratropicale et de toucher terre dans le Canada Atlantique. Cet ouragan, qui n'a pas reçu de nom officiel, était le dernier système tropical de la saison cyclonique 1991 dans l'océan Atlantique nord et le 4e ouragan. La plupart des dommages causés (208 millions $US de 1991) et les douze morts se sont produits dans sa phase extratropicale,. C'est le second système tropical le plus coûteux de la saison après l'ouragan Bob. Il est aussi connu comme The Perfect Storm (la tempête parfaite) et est le sujet d'un livre et d'un film du même nom.

## Évolution météorologique

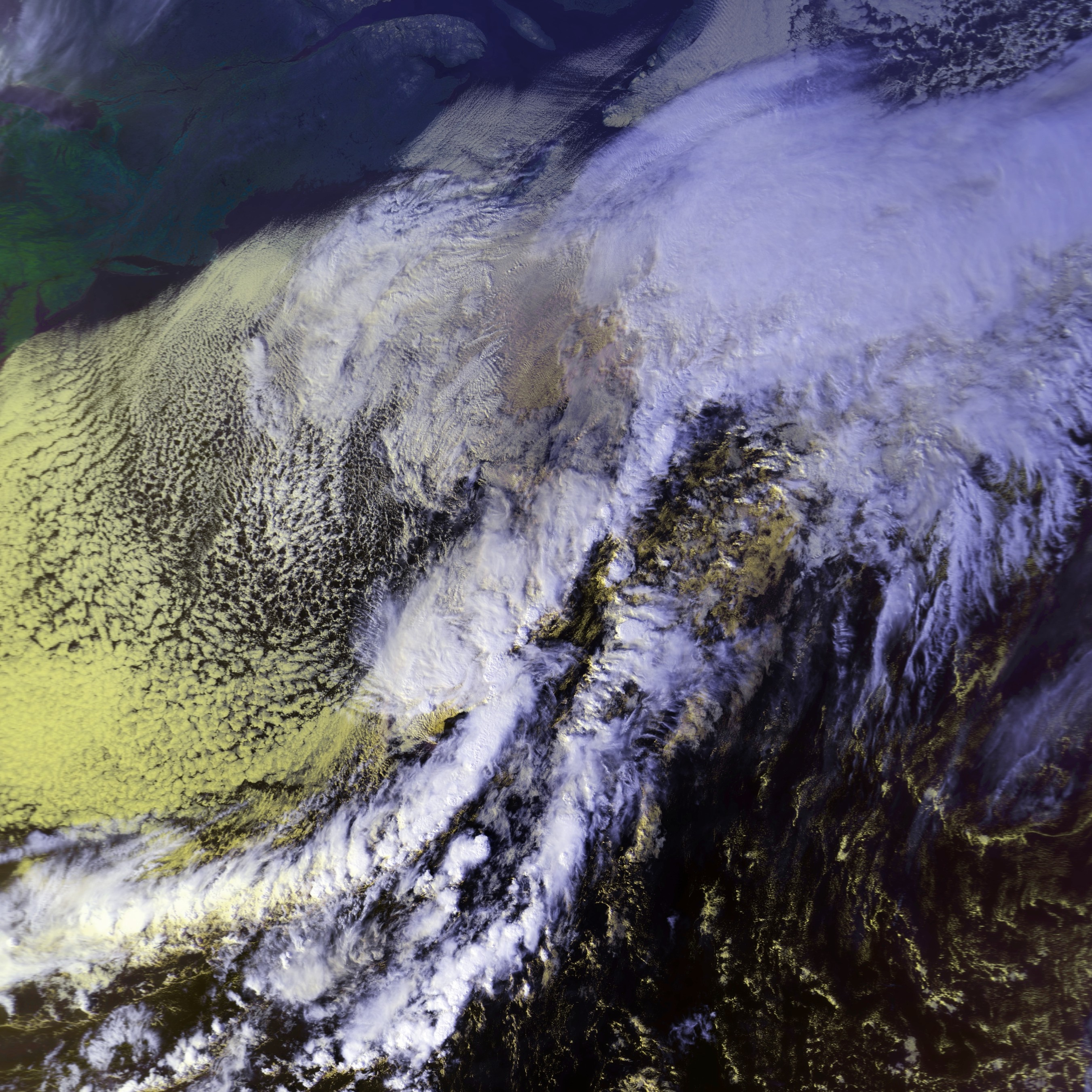
Dépression absorbant les restes de l'ouragan Grace.

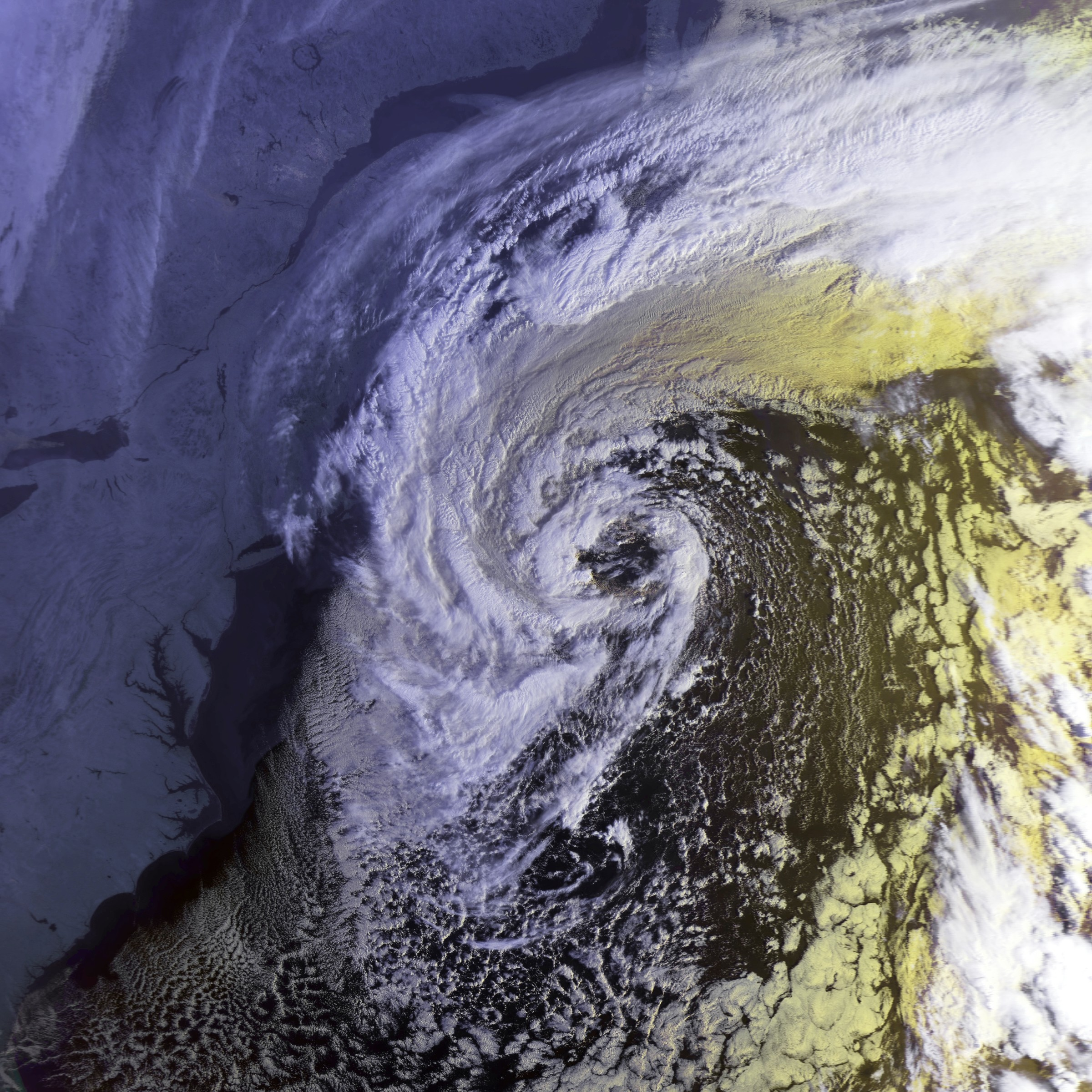
Le cyclone extratropical devenant subtropical au large du Maine.

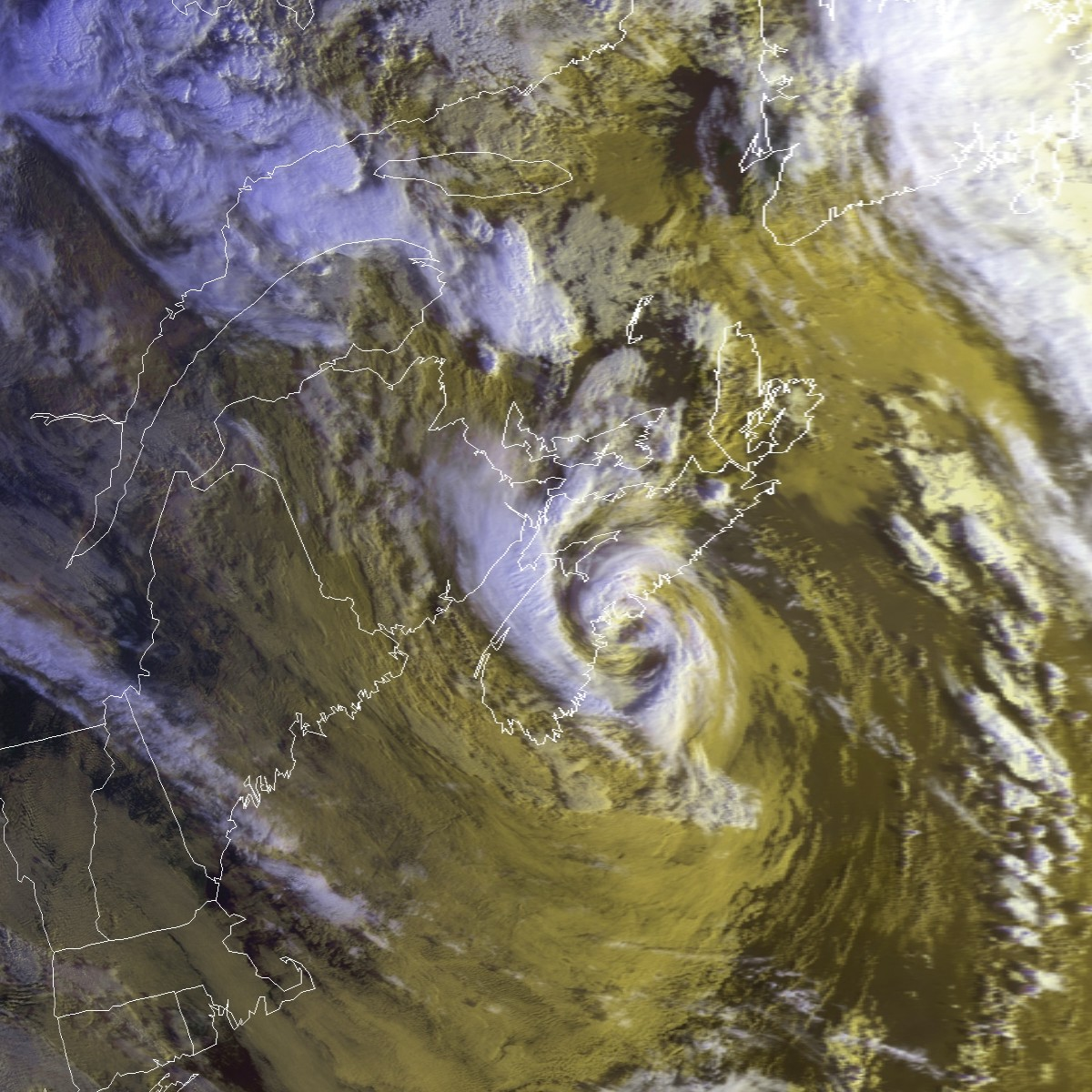
La tempête touchant terre en Nouvelle-Écosse.

Une dépression continentale, venant de l'Indiana, s'est dirigée vers la côte Est de l'Amérique du Nord. En y arrivant, elle a donné naissance à une dépression extratropicale au large de la Nouvelle-Écosse le 28 octobre 1991. Se déplaçant vers le sud, elle a atteint le stade de tempête extra-tropicale à 625 km au sud de Halifax (Nouvelle-Écosse). Décrivant une boucle dans le sens contraire des aiguilles d'une montre, elle a traversé la Nouvelle-Écosse et l'île du Prince-Édouard. Pendant ce temps, dans l'océan Atlantique, l'ouragan Grace qui tirait à sa fin a rapidement perdu de son intensité au contact d'un front froid. Le 29 octobre en fin de journée, les photos satellitaires montrèrent qu'une nouvelle dépression se reformait. L'humidité associée à Grace fut absorbée par ce nouveau centre dépressionnaire qui atteindra une pression minimale de 975 hPa, le 30 octobre à 12h00 TU.
À 03h55 TU, une bouée météorologique située à 425 km au sud de Halifax a enregistré la vague la plus haute jamais mesurée sur la plate-forme continentale Scotian : 30,5 mètres. Il s’agit de la hauteur maximale mesurable par une telle bouée et il est probable qu'il y a eu des vagues plus hautes que cela. Après avoir atteint son intensité maximale de système extratropical, la dépression a viré vers le sud et sa pression centrale est montée jusqu'à 998 hPa le 1er novembre. Sa course vers le sud l'a amenée au-dessus des eaux chaudes du Gulf Stream. Le 2 novembre à 12h00 TU, la tempête a atteint la force ouragan selon le centre américain de prévision des ouragans (National Hurricane Center).
Par la suite, le cyclone a accéléré sa course vers le nord-est et, arrivé au-dessus des eaux plus froides du plateau continental ce qui l'a affaibli rapidement. Il a touché les côtes de la Nouvelle-Écosse à 14 h 00 TU, mais ses vents soutenus ne dépassaient plus 40 nœuds (71 km/h).

## Nom
Le 2 novembre, le système tropical était formé, mais le système extra-tropical faiblissait déjà et les conditions s'amélioraient sur les côtes. Jugeant qu'un nouveau nom serait déconcertant pour le public et les médias, le Centre canadien de prévision d’ouragans et son homologue américain ont décidé de ne pas baptiser ou rebaptiser la tempête. De nos jours, les météorologistes l'appellent tout simplement " la tempête ", " la tempête sans nom " ou " la tempête de l'Halloween ". Autrement, la tempête aurait été nommée ouragan Henri.
Le nom de Tempête parfaite (The Perfect Storm) a été donné par le journaliste Sebastian Junger après un entretien avec le météorologiste en chef du bureau du National Weather Service de Boston, Robert Case. Ce dernier lui a décrit la convergence parfaite entre la dépression arrivant du continent et la présence des restes de Grace, :

« ...une forte perturbation associée à un front froid s'est déplacée le long de la frontière canado-américaine le 27 octobre et a traversé la Nouvelle-Angleterre sans incident. Au même moment, un large anticyclone se construisait sur le sud-est du Canada. Quand ce système dépressionnaire est passé le long du front dans les Maritimes canadiennes au sud-est de la Nouvelle-Écosse, il s'intensifia avec l'injection d'air froid et sec du nord. ...Cette confluence à elle seule pouvait créer une forte dépression, mais la présence des restes de l'ouragan Grace apporta une immense quantité d'énergie tropicale, c'était comme jeter de l'essence dans un feu, et créa la tempête parfaite. »

— Robert Case, NWS Boston

## Impact
On a estimé à 280 millions $US de 1991 les dommages causés par la tempête originale, de la Floride à Terre-Neuve, mais principalement du New Jersey au Maine aux États-Unis, ainsi qu'en Nouvelle-Écosse au Canada. Douze personnes ont perdu la vie, incluant six sur le bateau de pêche à l'espadon Andrea Gail et un plongeur de la Air National Guard en mission de sauvetage. Bien que le pire de la tempête se soit produit en mer, Duxbury Beach au Massachusetts a signalé des vents de 137 km/h.
Des vagues de 7,6 mètres déferlant sur une onde de tempête de 1,2 mètre au-dessus de la marée moyenne pour la saison ont causé des inondations le long de la côte du Massachusetts. Les plus grands dommages ont été signalés de Cape Ann à Nantucket où on a noté des vents de 125 km/h à Chatham. Plusieurs routes ont été recouvertes d'eau, cent maisons ont été endommagées ou détruites et la pluie qui dura trois jours causa des inondations locales à l'intérieur des terres. Dans le sud de l'État du Maine la marée a dépassé de 90 cm la normale et des vagues de 5 à 10 mètres ont détruit deux maisons et en ont sévèrement endommagé 49 autres ainsi qu'un phare. Les pertes de cages à homard se montent à des milliers de dollars. De nombreux arbres, poteaux téléphoniques et d'électricité ont été cassés par les vents.
On rapporta également des inondations côtières de la Caroline du Nord au Massachusetts causant des dommages à certaines propriétés, coulant des bateaux dans les ports autour de New York, causant l'érosion des plages et brisant certains murs de protections côtières. Des gens pêchant sur le quai à Staten Island furent jetés à la mer et deux personnes se sont noyées lorsque leur embarcation chavira. Des vagues de 3 à 5 mètres avec des vents de 55 à 70 km/h ont duré cinq jours en Caroline du nord endommageant 525 maisons et 28 commerces. Un pêcheur de Narragansett (Rhode Island) s'est noyé quand il a été emporté par la vague.
Aucun dommage n'a été rapporté avec le système tropical qui s'est développé par la suite.

## Événement inhabituel
Même si des ouragans sont souvent absorbés par des dépressions des latitudes moyennes, l'inverse est également possible si les conditions sont favorables. Il faut que le système extratropical soit faible et demeure assez longtemps au-dessus d'eaux chaudes pour développer un centre chaud. Il se transforme alors en système tropical et peut devenir un ouragan. En général cela se produit tôt en saison au large des Carolines ou de la Géorgie, en juillet ou début août, et forme des cyclones subtropicaux.
Un événement plus rare est la conversion d'une tempête extratropicale importante en un système tropical. Comme la plupart des tempêtes majeures, celle de l'Halloween 1991 s'est occluse, c'est-à-dire que le front froid a rattrapé le front chaud et l'air doux a été poussé en altitude près de la dépression. Le centre du système ralentit alors et la température en surface près de la dépression est assez uniforme. Le cisaillement vertical des vents est faible également. Si le centre se maintient sur une zone d'eau chaude, la convection peut se développer, réchauffer toute la couche d'air et ainsi devenir un système à cœur chaud. Cela s'est produit au sud de Terre-neuve sur les eaux du Gulf Stream dans ce cas.

## Annexe